# Phil Walker
Phil B. Walker (ur. 20 marca 1956 w Filadelfii) – amerykański koszykarz, występujący na pozycji rzucającego obrońcy, mistrz NBA z 1978 roku.

## Osiągnięcia
Na podstawie, o ile nie zaznaczono inaczej.
College
- Mistrz 19 Dystryktu NAIA (1974, 1975)
- Zaliczony do:
  - I składu:
    - NAIA All-American (1977)
    - NCAA Division III (1977)
    - All-ECAC Division II (1974–1977)
    - All-PSAC Eastern Division (1974–1977)

  - II składu All-American według Associated Press (1977)
  - NAIA All-American Honorable Mention (1975, 1976)
  - Galerii Sław Sportu uczelni Millersville (1996)

NBA
- Mistrz NBA (1978)[2]